# スコミムス
スコミムス（学名: Suchomimus、「ワニもどき」の意）は、約1億2500万年前から1億1200万年前のアプチアンからアルビアンにかけて現在でいうニジェールに生息した、スピノサウルス科に属する獣脚類の恐竜の属。エルハズ累層から産出した部分的な骨格を元にポール・セレノらが記載・命名した。頭骨は長く上下に浅くワニのものに似ており、属名の由来もそれである。タイプ種 Suchomimus tenerensis は最初の化石の産地であるサハラ砂漠のテネレに由来する。
本属をヨーロッパのスピノサウルス科であるバリオニクスのアフリカの種 B. tenerensis と考える古生物学者もいる。また、スコミムスは同時代のスピノサウルス科恐竜クリスタトゥサウルスのジュニアシノニムである可能性があるが、後者はスコミムスよりも遥かに断片的な化石に基づいている。
スコミムスは全長9 - 11メートルで体重2.5  - 5.2トンであったが、ホロタイプ標本は完全に成長しきっていなかった可能性がある。スコミムスの狭い頭骨は短い首に付き、前肢は強靭な構造で、それぞれの指に巨大な鉤爪が備わっていた。背中の正中線に沿って一列の稜があり、これは椎骨の神経棘で構成されていた。他のスピノサウルス科と同様に、スコミムスは魚類や小型の陸上動物を捕食していたらしい。

## 記載

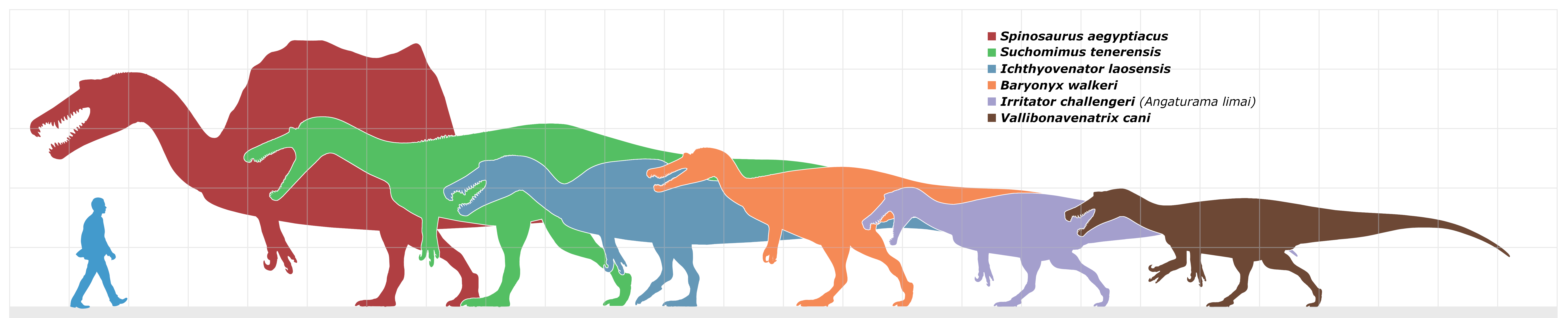
スピノサウルス科とヒトの大きさ比較。スコミムスは緑色で、左から2番目

亜成体スコミムスのタイプ標本の全長は当初10.3 - 11メートルと推定され、全長は2.7 - 5.2トンと推定された。しかし、グレゴリー・ポールは全長9.5メートル体重2.5トンと、前者より低く見積もった。

### 頭骨

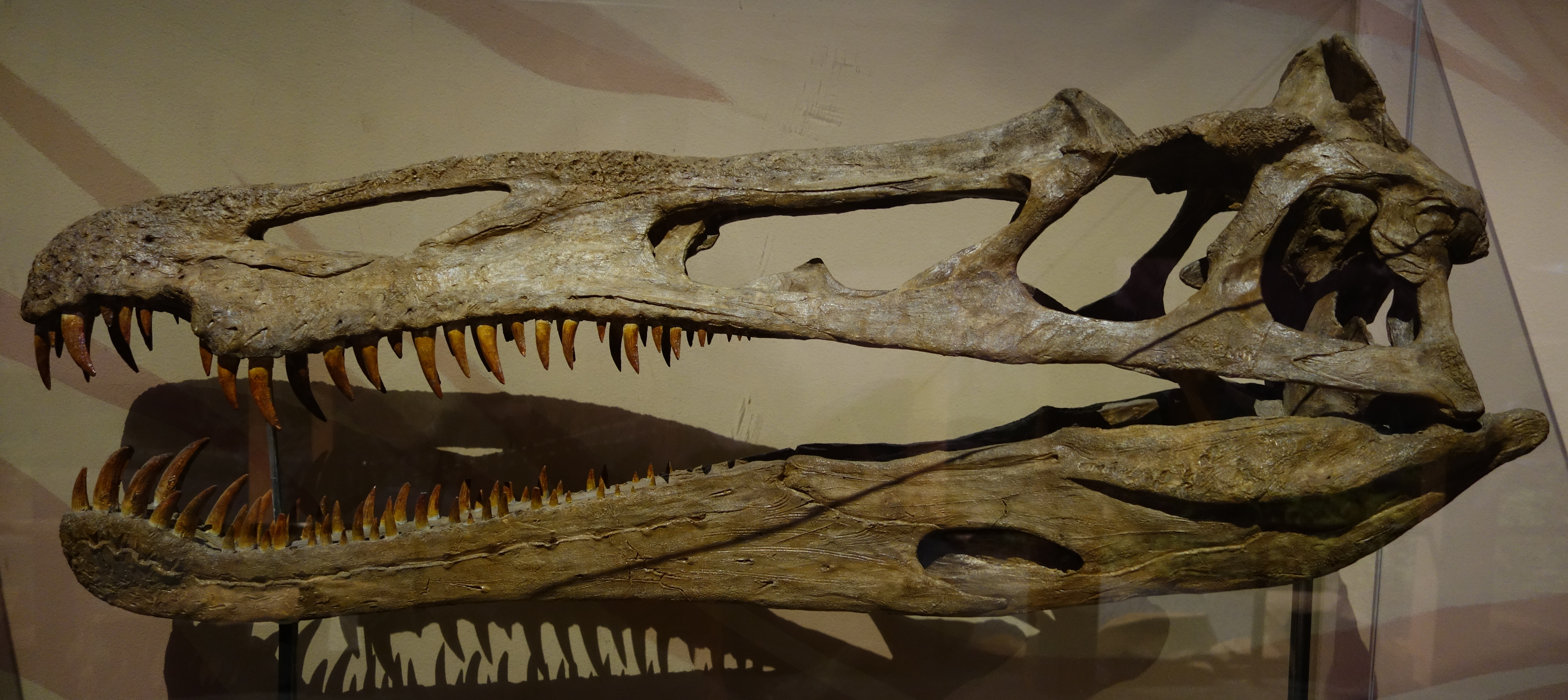
復元された頭骨。ユタ州の古生物博物館

大半の巨大な獣脚類恐竜と違い、スコミムスの吻部は非常に長く上下に低く、顎は狭く、前方に突き出した前上顎骨と上顎骨枝から形成されていた。前上顎骨は外鼻孔から上顎骨を超えて上へ向いた枝を持っていた。顎には円錐形の122本の歯が並び、尖っていはいたが鋭利ではなく、わずかに後方へ曲がって細かい鋸歯状構造を纏っていた。吻部の先端は横に肥大し、左右それぞれに7本ずつ歯が並び、下顎にも対応する位置に同数だけ生えていた。その奥では上顎骨に左右それぞれ最低22本、歯骨に左右それぞれ32本が生えていた。
上顎には下側へ飛び出た顕著なうねりがあり、この上顎骨の突出して曲がった部分には頭骨全体で最も長い歯が生えていた。頭骨は主に魚類を食べるワニのものを彷彿とさせる。上顎骨の内部の骨の棚は互いに遠距離で相対し、吻部を堅くする閉じた二次口蓋を形成した。外鼻孔は長く、狭く水平に位置しており、これは眼窩の前に開いた巨大な前眼窩窓にも当てはまった。頭骨の後方はあまり知られていないが、短い方形骨が方形頬骨から巨大な二次孔により分けられていることが分かっており、これは間違いなく上下に低かった。下顎は大きく伸びて狭く、歯骨が互いに正中線で接触しているため強固な構造が形成され、下顎はねじりの力に対して強度を増していた。

### 頭骨以降の骨格
記載者はスコミムスの固有派生形質を確立した。上へ突出した後方脊椎・仙椎・前方尾椎の神経棘は横から見ると拡大していた。上腕骨の上方の角は頑丈であった。上腕骨は関節丘上に骨が発達してフック型の橈骨に繋がっていた。
スコミムスは首が比較的短いが、epipophyses により筋肉の発達が示される。脊椎は約60個であった。スコミムスは椎骨の上に異様に伸びたブレード型の神経棘を持っており、これは5つの仙椎のものが最長であった。これらの構造は尾の中間部まで長いままであった。神経棘は腰の上で最も高くなる皮膚の張った帆やクレストの類を持った可能性もあり、その場合スピノサウルスのものよりも高さはなかったが体の後方まで伸びていた。

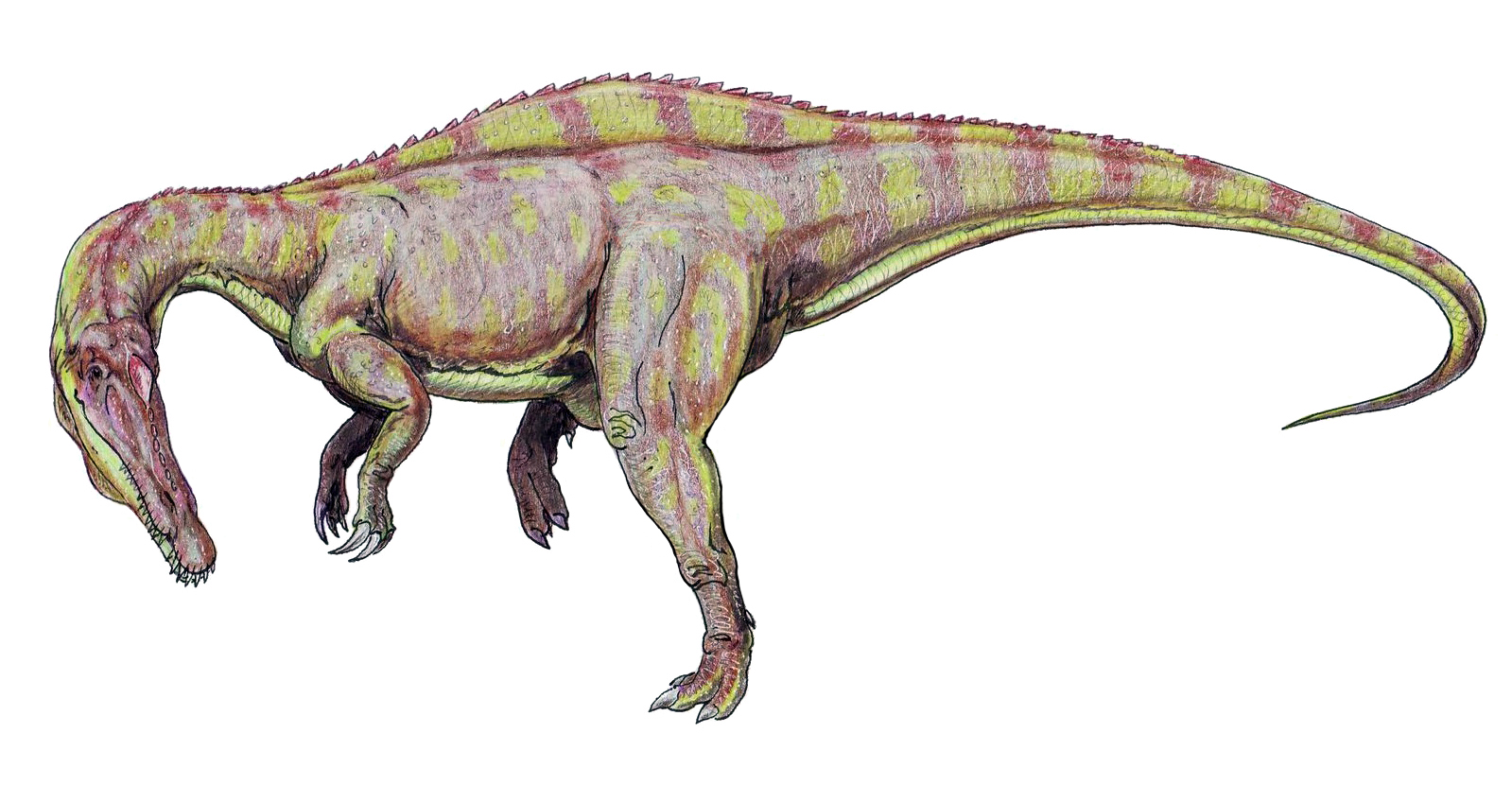
生態復元図

叉骨はV字型で、高く狭い胴を示唆する。上腕骨は非常に頑丈な構造で、スコミムスのものに匹敵する獣脚類はメガロサウルスとトルヴォサウルスのみである。それに応じて発達した尺骨は巨大な肘頭を持ち、これはバリオニクスと共通する例外的な特徴である。重厚な前肢の筋肉は相当の大きさの鉤爪に力を与えていた。第1指の鉤爪が最大のもので、長さは19センチメートルに達した。
骨盤では腸骨が高さを持っている。恥骨の前面は側面よりも広い。大腿骨は真っ直ぐで頑強であり、ホロタイプでは107センチメートルに達する。大腿骨の小転子は著しく板状である。

## 発見と命名

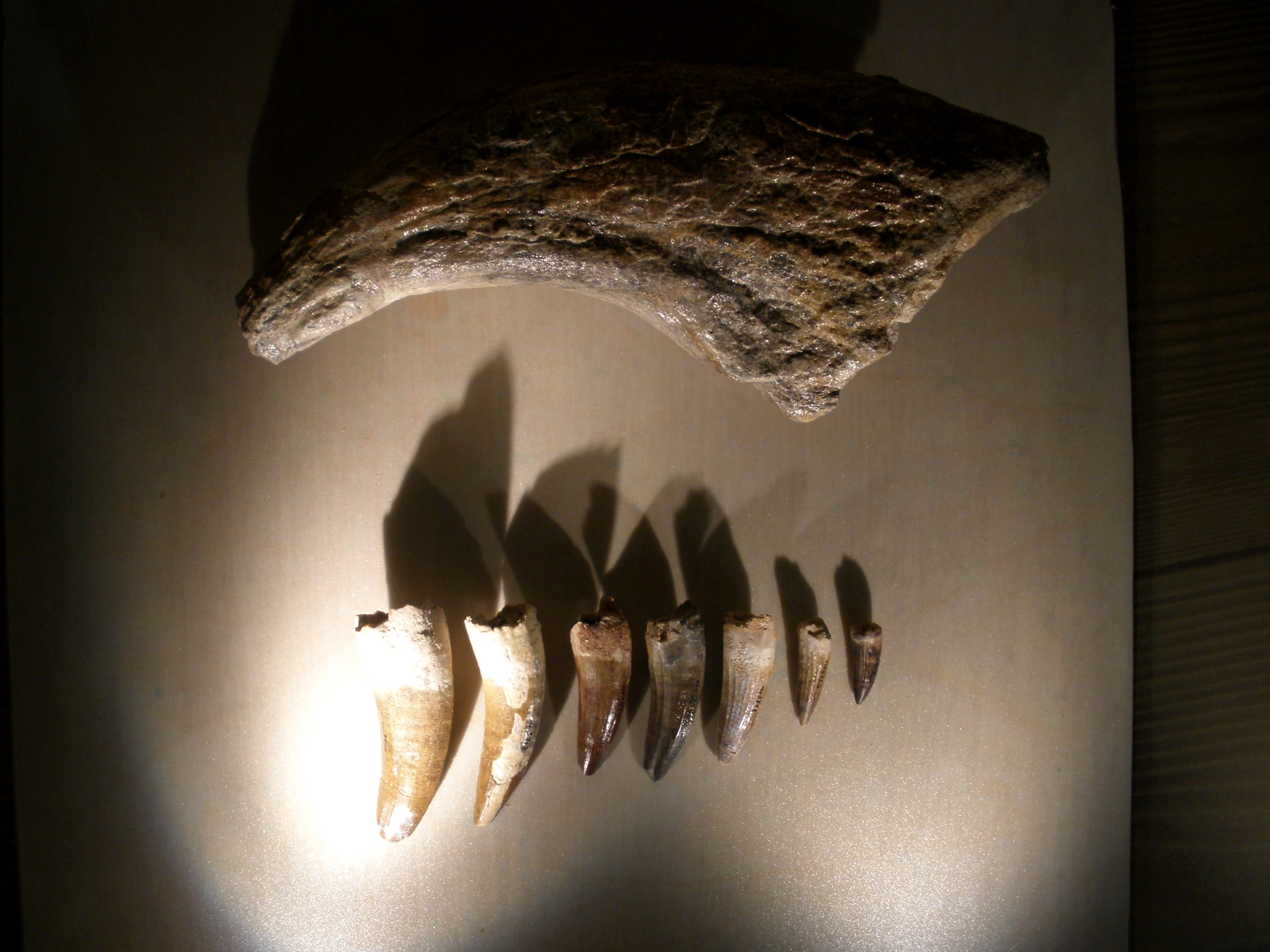
鉤爪と歯。ヴェネチアの市立自然史博物館

1997年、古生物学者ポール・セレノと彼のチームは、ニジェールで全身の約三分の二を占める大型獣脚類の骨格要素化石を発見した。最初に発見されたのは親指の鉤爪で、これはデイヴィッド・ヴァリッチオが1997年12月4日に発見した。1998年11月11日にはポール・セレノ、アリソン・ベック、ディデル・デュテイユ、ブバカール・ガド、ハンス・ラーソン、ガブリエル・リヨン、ジョナサン・マーコット、オリバー・ウォルター、ミーシャ・ローハット、ラドヤード・サドラー、クリスティアン・シードル、デイヴィッド・ヴァリッチオ、グレゴリー・ウィルソン、ジェフリー・ウィルソンがタイプ種 Suchomimus tenerensis 記載・命名した。属名はエジプトのワニの神セベクのギリシャ名 σοῦχος souchos、頭骨の形状から「もどき」を意味する μῖμος mimos に由来する。種小名 tenerensis は発見地であるテネレの砂漠にちなむ。

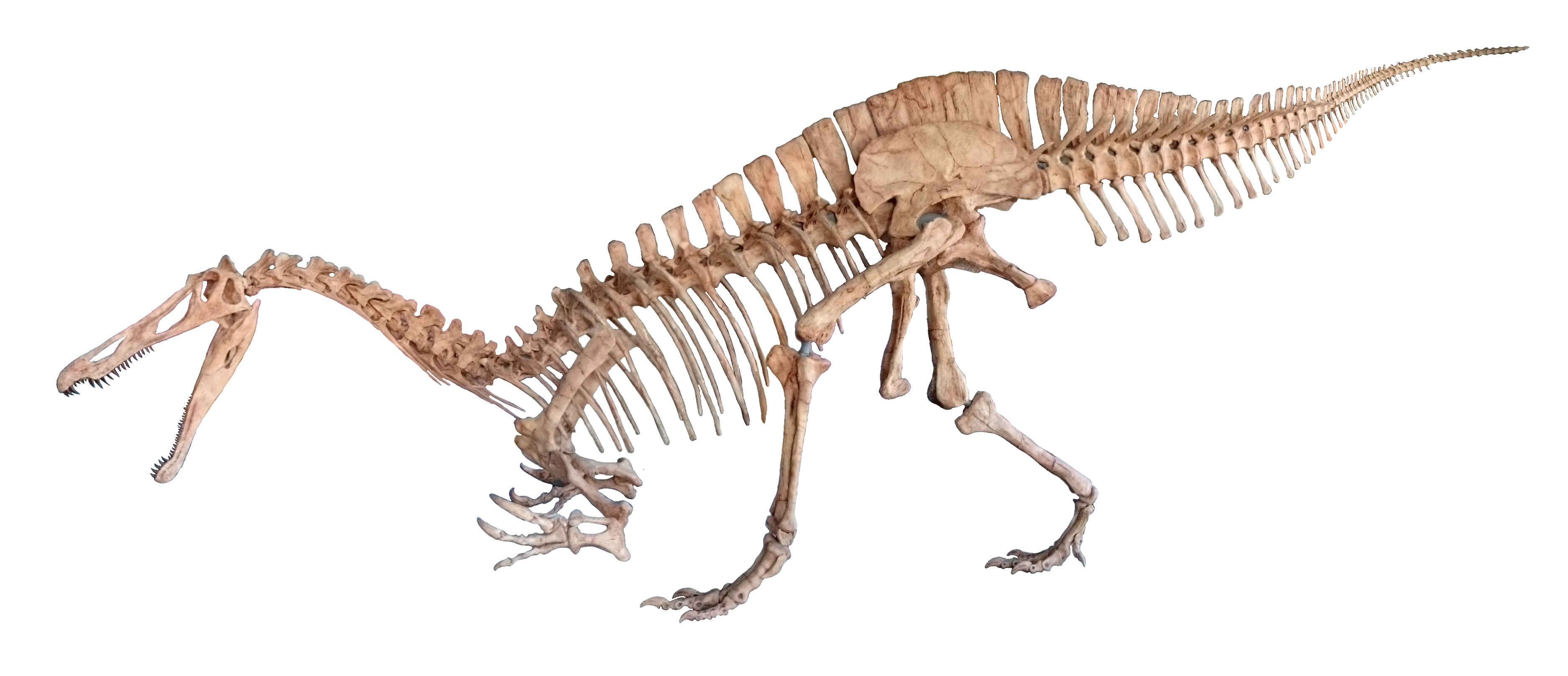
イジコ南アフリカ博物館の骨格復元

ホロタイプ標本 MNN GDF500 はアプチアン期にあたるエルハズ累層のテガマ単層で発見され、頭部のない断片骨格からなり、3本の頚肋、14本の脊椎の一部、10本の肋骨、腹肋骨、3本の仙椎の破片、12本の尾椎の一部、血道弓骨、肩甲骨、烏口骨、前肢、骨盤の一部、後肢の一部が含まれている。脊柱は大部分が関節し、残りの部分は関節の外れた骨で構成された。骨格の一部は砂漠の表面に露出し、侵食のダメージを受けていた。さらに、MNHN GDF 501（吻部）、MNHN GDF 502（方形骨）、MNHN GDF 503（歯骨）、MNHN GDF 504（歯骨）、MNHN GDF 505（歯骨）、MNHN GDF 506（軸椎）、MNHN GDF 507（後方頸椎）、MNHN GDF 508（後方脊椎）、MNHN GDF 510（一つの尾椎）、MNHN GDF 511（もう一つの尾椎）がパラタイプ標本に指定された。この化石はボンボウ・ハマ国立博物館の収蔵品の一部である。スコミムスの最初の記載は予備的なものであった。2007年には、2000年の遠征で発見された叉骨が詳細に記載された。

## 分類

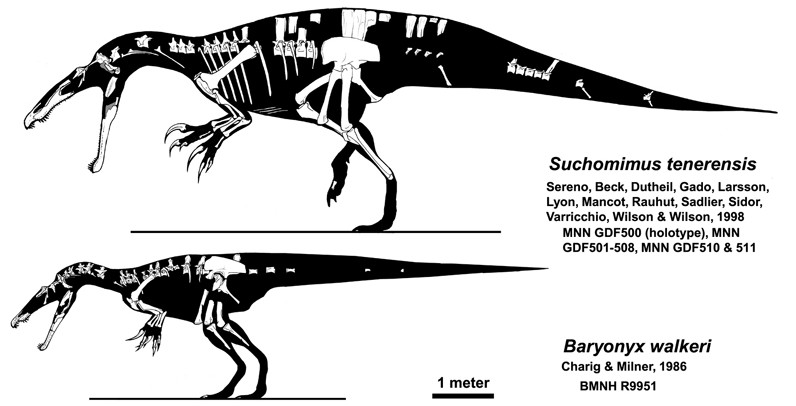
近縁属バリオニクスと比較し、標本を結んだ骨格ダイアグラム

スコミムスはスピノサウルス科に分類され、彼らはティラノサウルス科のような他の同体格の獣脚類と比べ、魚の狩りに適した顎と平たい頭骨を持っていた。彼らの歯は肉を薄く切るよりも突くことに適し、堅い口蓋は獲物によるねじりの力に耐えることを可能とした。身体のン残りの部位は特に水棲適応をしていなかった。
スピノサウルス科の中でスコミムスはバリオニクス亜科に属する。おそらく高かった背中のクレストを別にして、スコミムスはスピノサウルス科のバリオニクスに極めて類似していた。バリオニクスはバレミアンのイングランドに生息した恐竜で、強力な前肢を持ち、親指には鎌状に曲がった巨大な鉤爪があった。さらに、スコミムスと同様に、バリオニクスの鉤爪はフィールドで初めて発見された化石の部位であった。スコミムスのホロタイプはバリオニクスよりも遥かに大型であったが、2個体の年齢は不明である。

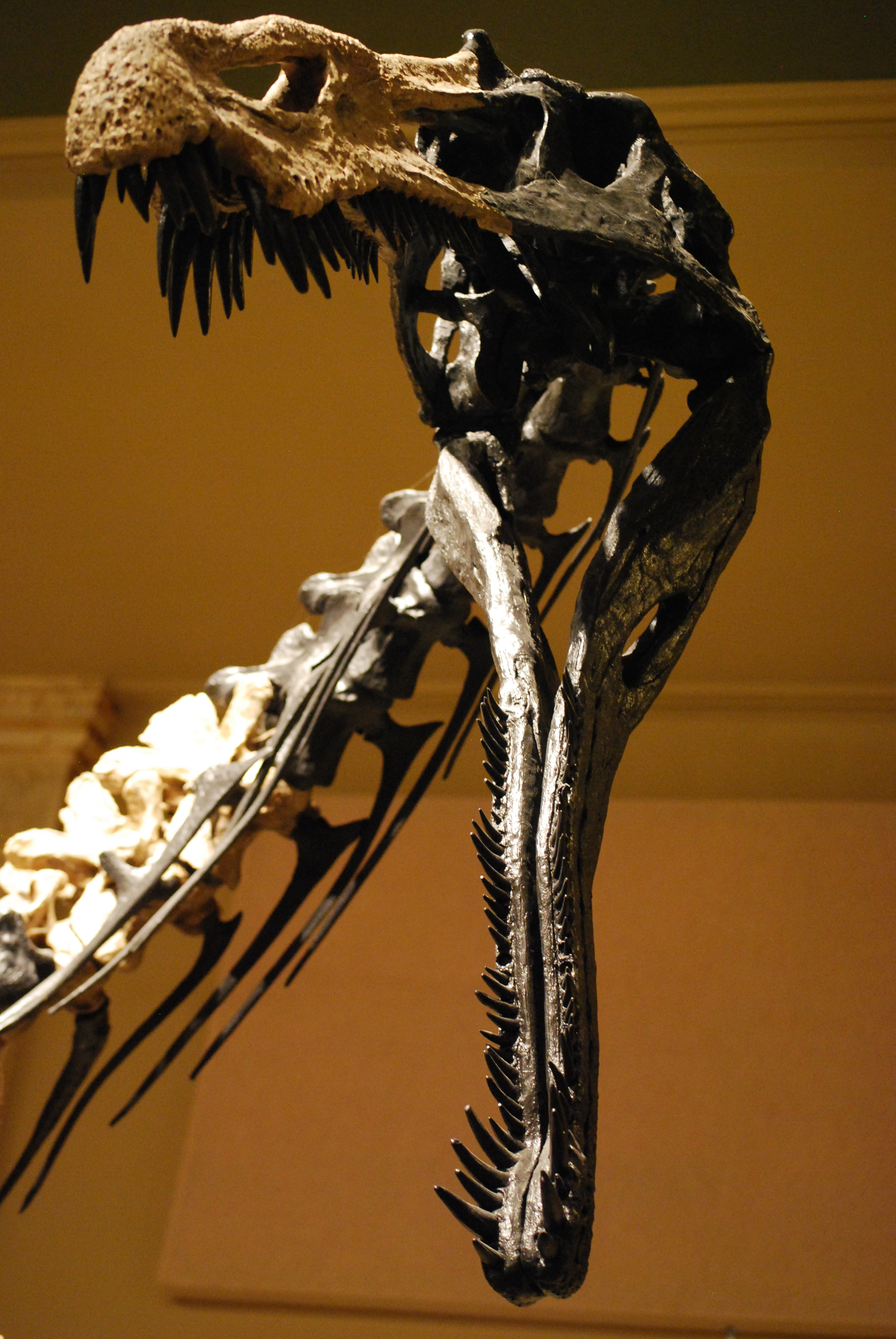
頭骨と首。ウィスコンシン州ケノーシャの恐竜ディスカバリーミュージアム

2002年にドイツの古生物学者ハンス・ディーター・スースらは、スミコムスはニジェールの同じ層で発見された Cristatusaurus lapparenti と同一であると結論付け、クリスタトゥサウルスがスコミムスよりも幾分早く命名されていたにも拘わらず、Baryonyx tenerensis と呼ばれるバリオニクスの第2の種を代表すると提唱した。1998年にセレノらは45の特徴の分散を解析し、スコミムスとバリオニクスが別属であるが近縁であるという結果を示すクラドグラムを作成した。
以下の系統樹は2009年のメガロサウルス上科の解析に基づく。
|  | バリオニクス |
|  |              |
|  | スコミムス   |
|  |              |

|  | イリタトル     |
|  |                |
|  | スピノサウルス |
|  |                |

|  | バリオニクス |
|  |              |
|  | スコミムス   |
|  |              |

|  | イリタトル     |
|  |                |
|  | スピノサウルス |
|  |                |

|  | バリオニクス |
|  |              |
|  | スコミムス   |
|  |              |

|  | イリタトル     |
|  |                |
|  | スピノサウルス |
|  |                |

|  | バリオニクス |
|  |              |
|  | スコミムス   |
|  |              |

|  | イリタトル     |
|  |                |
|  | スピノサウルス |
|  |                |

## 古生態学

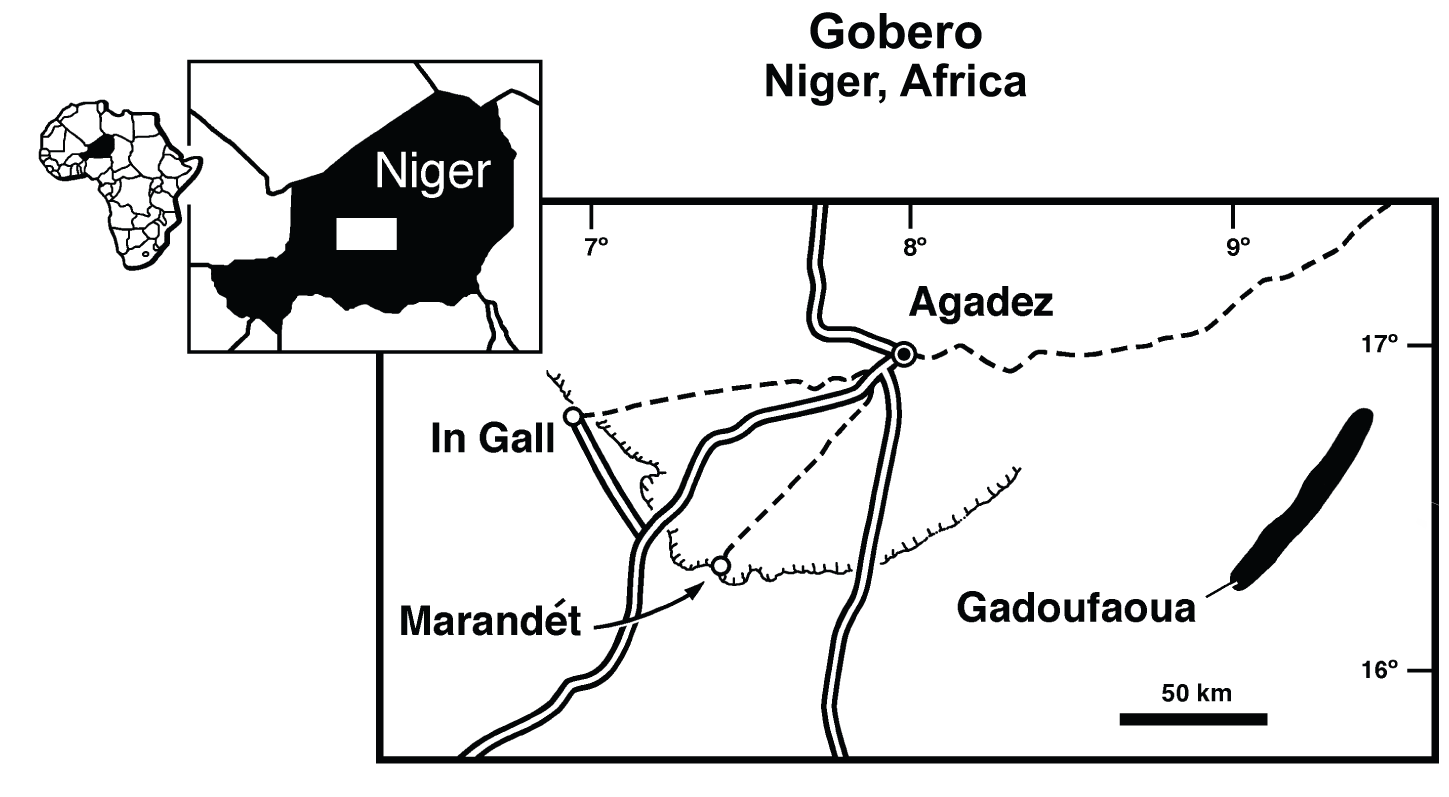
エルハズ累層の露頭

エルハズ累層はテガマ層群の一部であり、主に浅い起伏のある河川の砂岩からなり、 大部分は砂丘に覆われている。堆積物は粗粒から中粒で、細粒層はほぼ存在しない。スコミムスは現在のニジェールに1億1200万年前の前期白亜紀前期アルビアンに生息していた。この層の堆積物層は、おそらく季節的に乾季が訪れた熱帯気候で、広大な淡水の氾濫原と流れの速い川のある内陸であったと解釈されている。
この環境は恐竜、翼竜、カメ、魚類、ヒボドゥス科、淡水生二枚貝を含む多様な動物相の生息地であった。スコミムスはアベリサウルス科のクリプトプス、カルカロドントサウルス科のエオカルカリア、属不明のノアサウルス科などの獣脚類と共存していた。この地域の植物食恐竜にはイグアノドン類のオウラノサウルス、エルハゾサウルス、ルルドゥサウルスがいたほか、ニジェールサウルスと未命名のティタノサウルス類という2種の竜脚類がいた。ワニ形上目も豊富であった。巨大なフォリドサウルス科のサルコスクスが生息していたほか、アナトスクスやアラリペスクスおよびストロコスクスのような小型ノトスクス類が代表的であった。そこに生息していたディプロドクス上科の食性適応に基づくと、植物相は主にシダ、スギナ、被子植物で構成されていた。
このうちスコミムスを含むスピノサウルス科とワニ類はニッチが被っていたが、両者の歯には弾性が異なる等の差異が見られるため、何らかの棲み分け/食べ分けが成立していた可能性が指摘されている。